# Megazancla cinerea
Megazancla cinerea är en fjärilsart som beskrevs av Goldfinch 1944. Megazancla cinerea ingår i släktet Megazancla och familjen mätare. Inga underarter finns listade i Catalogue of Life.